# Коогу
Ко́огу (эст. Koogu) — деревня в волости Виру-Нигула уезда  Ляэне-Вирумаа, Эстония. До административной реформы местных самоуправлений Эстонии 2017 года входила в состав волости Азери.

## География и описание
Коогу расположена в 25 километрах от уездного центра — города Раквере — и в 6,5 километрах от волостного центра — посёлка Виру-Нигула. Высота над уровнем моря — 61 метр. Центр деревни находится на расстоянии менее 5 километров от побережья Финского залива.
Климат умеренный. Официальный язык — эстонский. Почтовый индекс — 43404.

## Население
По данным переписи населения 2021 года, в Коогу насчитывалось 19 жителей, из низ 18 (94,7 %) — эстонцы.
По данным переписи населения 2011 года, в деревне проживали 38 человек, из них 31 (81,6 %) — эстонцы.
Численность населения деревни Коогу по данным переписей населения:
| Год  | 2000 | 2011 | 2021 |
| ---- | ---- | ---- | ---- |
| Чел. | 32   | ↗ 38 | ↘ 18 |

## История
Коогу было основано как поселение в 1920-х годах на землях национализированной мызы Коок (Коогу). В XXI веке её главное здание и большинство хозяйственных построек находятся в руинах. В советское время входило в состав Азериского сельсовета. В 1977 году получило статус деревни.
Земли Коогу включают в себя древнюю деревню Паймела (эст. Paimela; в 1241 году упомянута как Paymol в «Датской поземельной книге»).
Коогу находится на территории природного парка Азери, взятого под охрану государства постановлением правительства Эстонской Республики от 9 мая 2007 года.
В качестве памятников археологии под охраной государства в районе деревни находятся место древнего поселения и 10 жертвенных камней.